# Pseudochaeta argentifrons
Pseudochaeta argentifrons là một loài ruồi trong họ Tachinidae.